# Grupo Folclórico e Etnográfico da Ribeirinha
O Grupo Folclórico e Etnográfico da Ribeirinha "Recordar e Conhecer" é um grupo folclórico regional Açoriano.
Fundado em 22 de Maio de 1996, só foi legalizado em 1997. Veio a associar-se ao INATEL (FNAT) em 18 de Abril de 2000, tendo tornado-se membro efectivo da Federação do Folclore Português em 18 de Maio de 2003, quando inaugurou a sua Sede Social.
Atualmente constitui-se em uma associação de utilidade pública. No edifício sede funciona o Museu Etnográfico da Ribeirinha.